# Kawaii metal
El Kawaii metal (カワイイメタル Kawaiimetaru?, lit. Metal lindo, Metal tierno), también conocido como idol metal, cute metal o kawaiicore, es un género musical que mezcla elementos del heavy metal y el J-pop que ha comenzado en Japón a comienzos de 2010. La composición típica de kawaii metal involucra la combinación de los instrumentos encontrados en varios tipos de heavy metal con melodías propias del pop japonés y elementos de los idols japoneses. Los temas de las letras de kawaii metal son a menudo menos hostiles que otros géneros de heavy metal.

## Historia y características

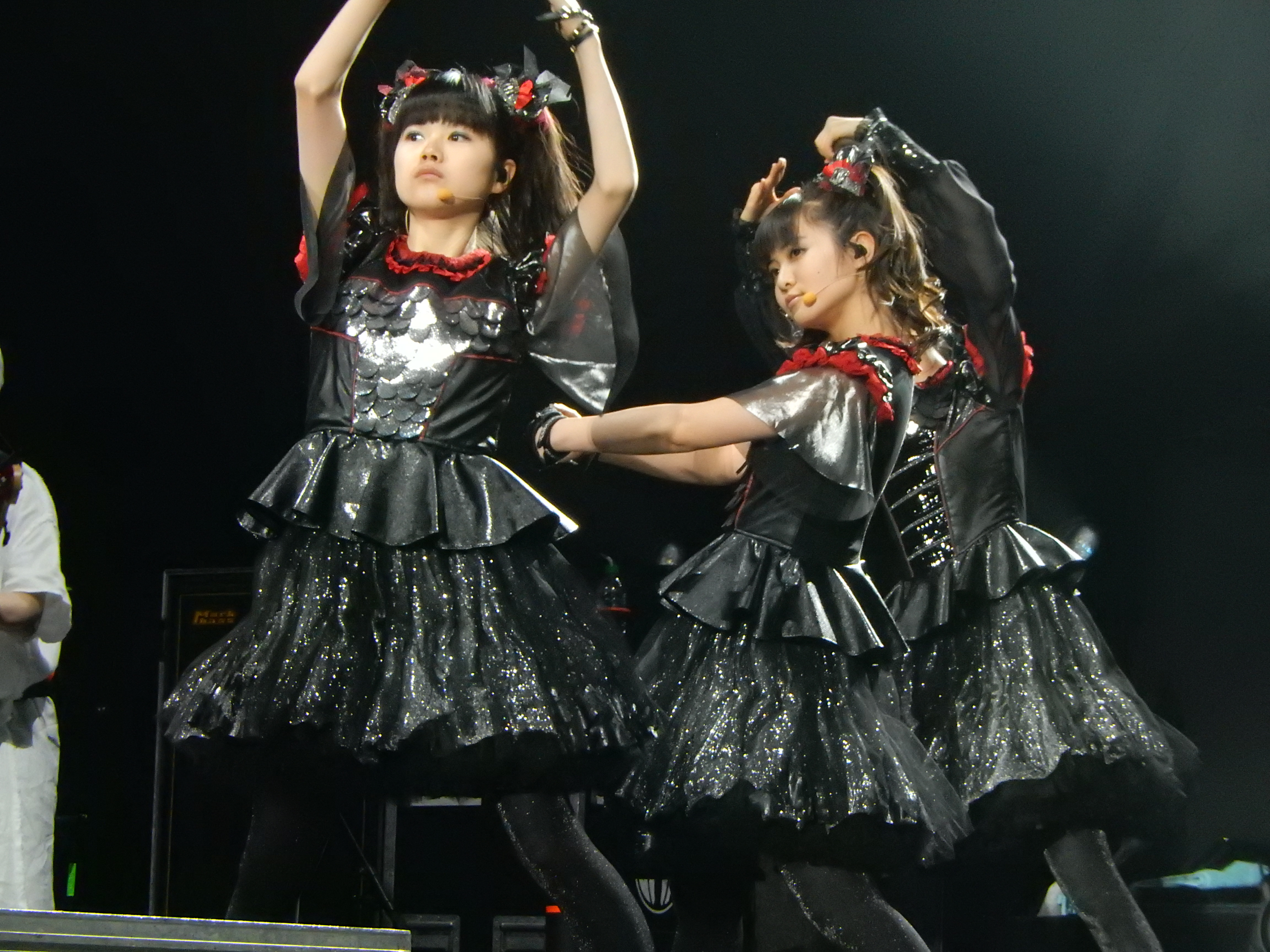
Babymetal, las pioneras del Kawaii Metal, tocando en el O2 Arena London en 2016.

El grupo de metal idol japonés Babymetal es considerado el pionero del género musical del kawaii metal. Angelica Wallingford de City Times opina que el álbum debut titulado Babymetal ha sido pionero en el género. Wallingford definió el álbum y el género como una «mezcla de géneros variada que incluye pop, rock, heavy metal, música de baile electrónica, metal industrial, death metal, metal sinfónico».
Un colaborador invitado en The Independent creía que el género era un derivado del pop japonés y varios géneros del metal extremo, a saber, speed metal, power metal, black metal y metal industrial. Mientras discutían sobre Babymetal, Rob Nash de The Sydney Morning Herald opinó que el género consistía de «dulces melodías de pop sobre thrash metal».

## Lista de bandas
| Banda           | País  | Formación | Notas  |
| --------------- | ----- | --------- | ------ |
| Babymetal       | Japón | 2010      | [ 8 ]  |
| Desurabbits     | Japón | 2013      |        |
| Dazzle Vision   | Japón | 2003      | [ 9 ]  |
| Deadlift Lolita | Japón | 2017      | [ 10 ] |
| Doll$Boxx       | Japón | 2012      | [ 8 ]  |
| Kamen Joshi     | Japón | 2013      |        |
| Ladybaby        | Japón | 2013      | [ 8 ]  |
| Necronomidol    | Japón | 2014      |        |
| Passcode        | Japón | 2013      |        |
| Satanic Punish  | Japón | 2019      |        |
| Metalverse      | Japón | 2023      |        |
| Metal Paws      | Chile | 2022      |        |